# Viola abyssinica
Viola abyssinica — вид рослин з родини фіалкових (Violaceae), поширений у західній і східній тропічній Африці, у т. ч. Мадагаскарі.

## Опис
Багаторічна трав'яниста рослина. Стебла до 60 см завдовжки, простягаються крізь навколишню рослинність, часто вкорінюються у вузлах, голі або рідко запушені. Листова пластинка широко яйцювата, (9)14–40 мм завдовжки й (7)12–33 мм завширшки, основа серцювата, верхівка від ± тупої до короткого загостреної, край неглибоко зубчастий, ± запушена знизу, запушена переважно між бічними жилками вгорі; ніжка листка завдовжки 6–32 мм, запушена або ± гола. Прилисток від яйцюватої до ланцетоподібної форми, завдовжки 4–12 мм, запушений або ± голий. Квітки поодинокі, пахвові, білуваті, блідо-блакитні, пурпурові, лілові або фіолетово-блакитні, губа з більш темними смугами. Чашолистки ± рівні, ланцетні або лінійно-ланцетні, завдовжки 5–7 мм, зазвичай волосаті уздовж середньої жилки. Пелюстки неоднакові; верхні 2 від довгастих до обернено-яйцюватих, 7–9 мм завдовжки, тупі; бічні 2 ± обернено-ланцетні, довжиною 7–9 мм, тупі; нижня пелюстка (губа) еліптична, 5–7 мм завдовжки, ± тупа, з циліндричною шпорою в основі, довжиною 2–4 мм, тупою. Коробочка завдовжки 6–7 мм, гладка, гола.

## Поширення
Поширений у західній і східній тропічній Африці, у т. ч. Мадагаскарі.
Населяє нагірні узлісся, високогірні трав'янисті місцевості, чагарники й бамбукові зарості на висотах 1200–2700(3350) м.